# Java Mayan
Java Mayam da Silveira Gallez Lopez, mais conhecido como Java Mayan (Rio de Janeiro, 17 de setembro de 1980), é um ator e jogador de pôquer profissional brasileiro.

## Biografia
Java Mayam da Silveira Gallez Lopez nasceu na cidade do Rio de Janeiro em 17 de setembro de 1980, o mesmo começou a carreira como ator muito cedo, aos 17 anos de idade, estreando na novela Corpo Dourado em 1998, interpretando o personagem Zeca. Em seguida, interpretou João em Malhação de 2005 a 2007. Em 2009,  interpretou Beca na novela Caminho das Índias e em 2014, interpretou o personagem Giba em Alto Astral.
Atualmente, Mayan cuida de uma pousada da sua família em Barra de Guaratiba, na Zona Oeste do Rio. Recentemente, no entanto, ele acabou se reaproximando do mundo das artes a convite de um amigo de longa data, o ator Álamo Facó e participou da escrita do roteiro do espetáculo “Caminho de volta - A outra História do Rio de Janeiro”, idealizado e dirigido por Álamo. 

## Filmografia

### Televisão
| Ano     | Título               | Personagem              | Notas                              | Emissora          |
| ------- | -------------------- | ----------------------- | ---------------------------------- | ----------------- |
| 1998    | Corpo Dourado        | José Carlos Cruz (Zeca) |                                    | Rede Globo        |
| 1998    | Pecado Capital       | Pepe Bragança           |                                    | Rede Globo        |
| 1999    | Você Decide          | Nico                    | Episódio: "Assim é se lhe Parece"  | Rede Globo        |
| 1999    | Você Decide          | Gustavo                 | Episódio: "O Tesouro da Juventude" | Rede Globo        |
| 1999    | Você Decide          | Jarbinhas               | Episódio: "Transas de Família"     | Rede Globo        |
| 2000    | Malhação             | Emerson                 | Episódio: "10 de novembro"         | Rede Globo        |
| 2005–07 | Malhação             | João Garcia             | Temporadas 12–14                   | Rede Globo        |
| 2008    | Caminhos do Coração  | Joca                    | 3 Episódios                        | RecordTV          |
| 2008    | Os Mutantes          | Joca                    | 32 episódios                       | RecordTV          |
| 2009    | Caminho das Índias   | Beca                    | Episódios: "18–25 de junho"        | Rede Globo        |
| 2012    | Julie e os Fantasmas | Fernandinho             | Episódio: "Festival"               | Rede Bandeirantes |
| 2014    | Alto Astral          | Giba                    | Episódio: "29 de dezembro"         | Rede Globo        |
| 2017    | Os Dias Eram Assim   | Lucas                   | Episódio: "17 de abril"            | Rede Globo        |

### Filmografia
| Ano  | Título | Personagem | Notas          |
| ---- | ------ | ---------- | -------------- |
| 2005 | Lagoa  | Estudante  | Curta-metragem |